# Ganj Dareh
Ganj Dareh (Perzisch: تپه گنج دره; , "Schatvallei", of "Schatvalleiheuvel" als tepe/tappeh (heuvel) aan de naam wordt toegevoegd) is een archeologische vindplaats en nederzetting uit het neolithicum in westelijk Iran. Ze ligt in het district Harsin in het oosten van de provincie Kermanshah in het centrale Zagrosgebergte. 

## Onderzoeksgeschiedenis
De site werd voor het eerst ontdekt in 1965 en werd in de jaren 1960-70 door de Canadese archeoloog Philip Smith gedurende vier veldseizoenen opgegraven. In 2017-2018 werd de site opnieuw bezocht door een Iraans-Deens team van archeologen onder leiding van Hojjat Darabi en Tobias Richter. 
De oudste bewoningsresten dateren uit circa 8200 v.Chr. en leverden het vroegste bewijs voor domesticatie van geiten ter wereld. Het enige bewijs voor gedomesticeerde planten dat tot nu toe op de site is gevonden is de aanwezigheid van tweerijige gerst. 
De overblijfselen zijn ingedeeld in vijf bewoningsniveaus, van A bovenaan tot E. 

## Aardewerk
Ganj Dareh is belangrijk voor de studie van neolithische aardewerk in Lorestan en Koerdistan. Deze periode begon aan het einde van het 8e millennium en duurde tot het midden van het 6e millennium v.Chr. Ook het materiaal van Tepe Guran en Tepe Sarab, twee andere sites in de buurt, is belangrijk. Ze liggen allemaal ten zuidwesten van Harsin, op de Mahidasht-vlakte en in de Huailan-vallei. 
In Ganj Dareh zijn twee vroege aardewerktradities duidelijk zichtbaar. Eén daarvan is gebaseerd op het gebruik van klei voor beeldjes en kleine geometrische artefacten zoals kegels en schijven. Deze dateren uit ca. 7300-6900 v.Chr.
De andere aardewerktraditie ontstond uit het gebruik van klei voor gebouwen met lemen muren (ca. 7300 v.Chr.). Deze tradities worden ook gedeeld door Tepe Guran en Tepe Sarab. Ook Tepe Asiab ligt in de buurt van Tepe Sarab en is mogelijk de oudste van deze vindplaatsen. Het lijkt erop dat beide locaties seizoensgebonden bewoond waren. Een andere vindplaats uit dezelfde periode is Chia Jani, ook in Kermanshah. Chia Jani ligt ongeveer 60 km ten zuidwesten van Ganj Dareh.
8ien andere verwante vindplaats uit het neolithicum is Ali Kosh.

## Archeogenetica
Onderzoekers hebben het genoom van het rotsbeen van een circa 40-jarige vrouw uit Ganj Dareh, GD13a, in kaart gebracht. Uit mtDNA-analyse blijkt dat ze tot haplogroep X behoorde. Ze lijkt fenotypisch op de vroege Anatolische landbouwers en de Kaukasische jagers-verzamelaars. Uit haar DNA bleek dat ze zwart haar, bruine ogen en lactose-intolerantie had. De afgeleide SLC45A2-variant die geassocieerd wordt met een lichte huid werd niet waargenomen in GD13a, maar de afgeleide SLC24A5-variant die ook geassocieerd wordt met hetzelfde kenmerk werd wel waargenomen. 
GD13a komt genetisch het dichtst in de buurt van de Kaukasische jagers-verzamelaars zoals geïdentificeerd op menselijke resten uit Georgië (de Satsoerbliagrot en Kotias Klde). Ze behoorde tot een bevolkingsgroep (neolithische Iraniërs) die genetisch verschilde van de vroege Anatolische landbouwers. Wat de moderne populaties betreft, vertoont ze de relatief hoogste genetische verwantschap met de Beloetsjen, de Makran-Beloetsjen en de Brahui. Ook genetisch dicht bij GD13a bevonden zich oude vertegenwoordigers van de westelijke steppeherders (Jamna- en Afanasjevocultuur) die deel uitmaakten van een of meer migraties naar Europa tijdens de bronstijd, evenals van culturen uit de vroege bronstijd op dat continent (touwbekercultuur), in lijn met eerdere relaties die werden waargenomen voor de Kaukasische jagers-verzamelaars. 
De meeste neolithische Iraanse exemplaren uit Ganj Dareh bleken tot de vaderlijke haplogroep R2a te behoren. Het tot nu toe oudste monster van haplogroep R2a werd aangetroffen bij een neolitisch persoon uit Ganj Dareh (circa 10.162 BP). Een laat-neolithisch monster (I1671) bleek tot haplogroep G2a te behoren. 
Volgens één model wordt aangenomen dat de mesolithisch/neolithische Iraanse afstammingslijn een aanzienlijk deel van hun voorouders ontleende van het Basaal Euraziatisch (c. 38-48%), waarbij de rest van de voorouders dichter bij de oude Noord-Euraziaten (ANE) of Oost-Europese jagers-verzamelaars (EHG) lag (c. 52-62%). 
Een alternatief model zonder de noodzaak van aanzienlijke hoeveelheden ANE-voorouders werd gepresenteerd door Vallini et al. (2024), waarin wordt gesuggereerd dat de oorspronkelijke Iraanse jager-verzamelaarspopulatie zich voornamelijk vormde uit een diepe oude West-Euraziatische lijn ('WEC2', c. 72%) en aandelen van oud Oost-Euraziatische (c. 10%) en Basaal Euraziatische (c. 18%) componenten. Er wordt aangenomen dat de component van het oud West-Euraziatisch die in verband wordt gebracht met de Iraanse jagers-verzamelaars (WEC2), zich had afgesplitst van de kernlijn van de West-Euraziatische bevolking (vertegenwoordigd door Kostjonki-14 ; WEC), waarbij de WEC2-component in de regio van het Hoogland van Iran bleef, terwijl de eigenlijke WEC-component zich uitbreidde naar Europa. 
- Virtual International Authority File: 315163695